# Hermann Zumpe
Hermann Zumpe, född den 9 april 1850 i Oppach, död den 4 september 1903 i München, var en tysk dirigent och tonsättare.
Zumpe biträdde Richard Wagner 1873-76 i Bayreuth vid Nibelungen-partiturernas färdigställande. Han var sedan teaterkapellmästare i olika städer och blev hovkapellmästare i Stuttgart 1891, dirigent för Kaimkonserterna i München 1895, hovkapellmästare i Schwerin 1897 och i München (med generalmusikdirektors titel) 1900. Zumpe var en mycket ansedd Wagner-dirigent. Han komponerade sånger, operor och några operetter (bland dem Farinelli, 1886; uppförd i Stockholm 1888).